# Jail Killing Day
Le Jail Killing Day (bengali : জেল হত্যা দিবস) est observée par la Ligue Awami (AL) du Bangladesh et de nombreuses autres organisations politiques le 3 novembre de chaque année. Il commémore l'assassinat de quatre dirigeants de la Ligue Awami et de dirigeants nationaux : l'ancien vice-président Syed Nazrul Islam, l'ancien premier ministre du Bangladesh Tajuddin Ahmed et le capitaine Muhammad Mansur Ali, et l'ancien ministre de l'Intérieur Abul Hasnat Muhammad Qamaruzzaman à cette date en 1975,.

## Histoire
Sheikh Mujib a été tué lors d'un coup d'État militaire. Les dirigeants du coup d'État ont été renversés par le brigadier Khaled Musharraf lors d'un contre-coup d'État. Les assassins, dont le fugitif S.H.M.B Noor Chowdhury, devaient être envoyés en exil, mais avant de partir, ils ont décidé d'exécuter les quatre dirigeants emprisonnés dans la prison centrale de Dhaka. Le vice-président Syed Nazrul Islam, l'ancien premier ministre du Bangladesh Tajuddin Ahmed et le capitaine Mansur Ali, ainsi que l'ancien ministre de l'Intérieur A.H.M. Quamruzzaman ont été abattus et baïonnettés par des responsables de l'armée à la prison centrale de Dhaka,.

## Victimes
Syed Nazrul Islam a été vice-président et président par intérim du gouvernement Mujibnagar, le premier gouvernement du Bangladesh. Il était l'ancien vice-président de la Ligue Krishak Sramik Awami du Bangladesh (BAKSAL). Tajuddin Ahmed a été avocat, homme politique et le premier Premier ministre du Bangladesh. Il a été ministre des Finances et député. Abul Hasnat Muhammad Qamaruzzaman était député, il a été élu président de la Ligue Awami en 1974. Il a été ministre des secours et de la réhabilitation dans le gouvernement Mujibnagar. Muhammad Mansur Ali était le ministre des Finances du gouvernement Mujibnagar. Il a été premier ministre du Bangladesh dans le gouvernement BAKSAL.

## Jugement
Près de 29 ans après les meurtres, les responsables ont été jugés. Dans le jugement, prononcé le 20 octobre 2004, lors du premier mandat de la Bégum Khaleda Zia, trois anciens militaires en fuite ont été condamnés à mort, douze anciens militaires ont été condamnés à la réclusion à perpétuité et cinq personnes, dont quatre hauts responsables politiques, comme KM Obaidur Rahman, Shah Moazzem Hossain, Nurul Islam Manzur, Taheruddin Thakur et le ministre des affaires étrangères Khairuzzaman ont été acquittés.
Le 28 août 2008, la chambre de la Haute Cour de la Cour suprême du Bangladesh a acquitté six anciens militaires de l'affaire du meurtre en prison. Parmi ceux qui ont été reconnus non coupables du crime figurent Syed Faruque Rahman, le Sultan Shahriar Rashid Khan, Modammad Bazlul Huda, Nurul Islam Manzur, et A.K.M. Mohiuddin Ahmed, tous ces hommes ont été exécutés en 2009 pour leur participation à l'assassinat du Sheikh Mujibur Rahman. L'accusation a interjeté appel de cet acquittement devant la Division d'appel de la Cour suprême du Bangladesh.
Parmi les personnes qui ont été condamnées à la peine capitale, on peut citer, :
- Lieutenant-Colonel Syed Faruque Rahman (appels épuisés)
- Lieutenant-Colonel Sultan Shahriar Rashid Khan (appels épuisés)
- Major Mohammad Bazlul Huda (appels épuisés)
- Major A.K.M. Mohiuddin Ahmed (appels épuisés)
- Lieutenant-Colonel Khondakar Abdur Rashid (s'est enfui, vit maintenant en Libye et au Pakistan)
- Lieutenant-Colonel Shariful Haque Dalim (s'est enfui, vit maintenant au Pakistan)
- Lieutenant-Colonel S.H.M.B Noor Chowdhury (s'est enfui, vit maintenant au Canada)
- Lieutenant-Colonel Rashed Chowdhury (s'est enfui, vit maintenant aux États-Unis.)
- Major Ahmed Sharful Hossain (s'est enfui)
- Capitaine Abdul Majid (s'est enfui)
- Capitaine Mohammad Kismat Hashem (s'est enfui, est mort au Canada)
- Capitaine Nazmul Hossain Ansari (s'est enfui, vit maintenant au Canada)
- Risalder Muslemuddin
- Sergent (démis) Marfat Ali Shah
- Sergent (démis) Abdul Hashem Mridha

## Réactions
Le Daily Star a décrit l'incident comme « très tragique et très honteux ».